# Tomasz Ochońko
Tomasz Ochońko (ur. 29 sierpnia 1986 w Nowym Dworze Mazowieckim) – polski koszykarz grający na pozycji rozgrywającego, obecnie zawodnik WKK Wrocław.
9 sierpnia 2020 został zawodnikiem grającej w Suzuki 1 lidze koszykówki, Zetkamy Doral Nysa Kłodzko. 
1 stycznia 2021 przeszedł do Górnika Trans.eu Wałbrzych.

## Osiągnięcia
Stan na 23 maja 2021, na podstawie, o ile nie zaznaczono inaczej.

### Drużynowe
Seniorskie
- Wicemistrz:
  - Polski (2018)[2]
  - I ligi (2021)[3]
- Brązowy medalista mistrzostw Polski (2010, 2017[4])

Młodzieżowe
- Mistrz Polski Juniorów (2004)

### Indywidualne
- MVP I ligi (2015)[5]
- Zaliczony do I składu I ligi (2014, 2015)[5]
- Uczestnik meczu gwiazd U–21 polskiej ligi (2006)[6]
- Lider I ligi w skuteczności rzutów wolnych (2014 – 88,1%)[7]

### Reprezentacja
- Brązowy medalista mistrzostw Europy U–20 dywizji B (2005)
- Uczestnik:
  - mistrzostw Europy U–20 dywizji B (2005, 2006 – 4. miejsce)
  - kwalifikacji do mistrzostw Europy U–18 (2004)